# Секретариат за защита на селското стопанство
Секретариатът за защита на селското стопанство (на португалски: Secretaria de Defesa Agropecuária -SDA) е специализиран орган на Mинистерството на земеделието на Бразилия, който отговаря за провеждането на държавната политика за превенция, контрол и ликвидиране на болестите по животните и на вредителите по растенията. Секретариатът контролира произхода, съответствието и безопасността на продуктите, предназначени за консумация от хора и животни, както и целесъобразността на препаратите, използвани в селското стопанство. Дейността на секретариата допринася за снабдяването с безопасни храни, за избягването на възможните рискове за здравето на потребителите и предотвратяването на нелоялните търговски практики. Наблюдава качеството и безопасността на продуктите от животински и растителен произход чрез извършването на официални инспекции, целящи да потвърдят спазването и да санкционират нарушенията на добрите производствени практики и правилното прилагане на установените технически стандарти и правила за производство в бразилското селско стопанство.

## Структура
1. Главна служба за координация на системата за надзор на селското стопанство (COORDENAÇÃO-GERAL DO SISTEMA DE VIGILÂNCIA AGROPECUÁRIA – CGVIGIAGRO/SDA)
2. Главна служба за координация на лабораторната помощ (COORDENAÇÃO-GERAL DE APOIO LABORATORIAL-CGAL/SDA);
3. Департамент за мониторинг на препаратите за растителна защита и торовете (DEPARTAMENTO DE FISCALIZAÇÃO DE INSUMOS AGRÍCOLAS-DFIA/SDA)
  1. Главна координационна служба за агрохимикалите и техните подобни (COORDENAÇÃO-GERAL DE AGROTÓXICOS E AFINS-CGAA/DFIA)
4. Департамент за мониторинг на вeтеринарномедицинските продукти (DEPARTAMENTO DE FISCALIZAÇÃO DE INSUMOS PECUÁRIOS-DFIP/SDA);
5. Департамент за контрол на продуктите от животински произход (DEPARTAMENTO DE INSPEÇÃO DE PRODUTOS DE ORIGEM ANIMAL-DIPOA/SDA);
  1. Главна служба за координация на инспекциите (COORDENAÇÃO-GERAL DE INSPEÇÃO-CGI/DIPOA)
  2. Главна служба за координация на специалните програми (COORDENAÇÂO-GERAL DE PROGRAMAS ESPECIAIS-CGPE/DIPOA)
6. Департамент за контрол на продуктите от растителен произход (DEPARTAMENTO DE INSPEÇÃO DE PRODUTOS DE ORIGEM VEGETAL-DIPOV/SDA);
  1. Главна служба за контрол на вината и напитките (COORDENAÇÃO-GERAL DE VINHOS E BEBIDAS-CGVB/DIPOV);
  2. Главна служба за контрол на качеството на зеленчуците – COORDENAÇÃO-GERAL DE QUALIDADE VEGETAL-CGQV/DIPOV
7. Департамент за растителна защита (DEPARTAMENTO DE SANIDADE VEGETAL-DSV/SDA)
  1. Главна служба за координация на растителната защита (OORDENAÇÃO-GERAL DE PROTEÇÃO DE PLANTAS-CGPP/DSV);
8. Департамент за здравеопазване на животните (DEPARTAMENTO DE SAÚDE ANIMAL – DSA/SDA);
  1. Главна служба за координация на борбата с болестите (COORDENAÇÃO-GERAL DE COMBATE ÀS DOENÇAS-CGCD/DSA);